# Isola di Purbeck
L'isola di Purbeck (in inglese:  Isle of Purbeck; 155 km² circa) è - a dispetto del nome - una penisola sulla Manica dell'Inghilterra sud-occidentale, situata nella contea del Dorset e, più precisamente, nel distretto di Purbeck (Dorset sud-orientale). Il tratto costiero fa parte della cosiddetta "Jurassic Coast", inclusa dall'UNESCO nel patrimonio dell'umanità.
Principale centro balneare della penisola è Swanage. Altre note località sono Corfe Castle (conosciuta soprattutto per l'omonimo castello) e Wareham.
La penisola è famosa, tra l'altro, per il marmo di Purbeck, che veniva utilizzato per la costruzione degli edifici della zona.

## Geografia

### Collocazione

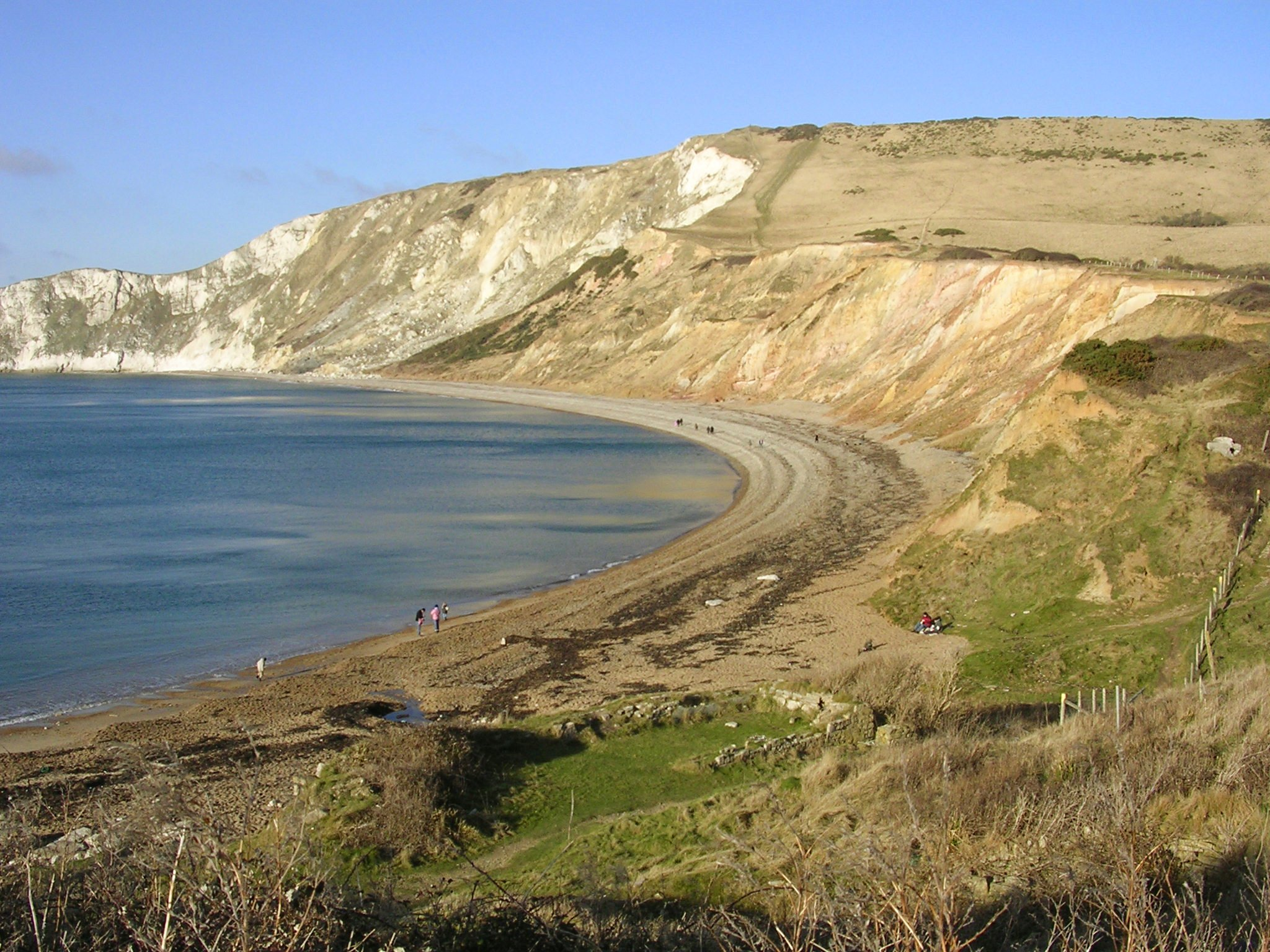
Isola di Purbeck: Worbarrow Bay

L'isola di Purbeck si trova ad est di Weymouth, a sud-est  di Dorchester, a sud/sud-ovest di Poole e Bournemouth e ad ovest dell'isola di Wight.

### Località[6]
- Arne
- Church Knowle
- Corfe Castle
- Creech
- Kimmeridge
- Kingston
- Langton Matravers
- Studland
- Swanage
- Tyneham
- Wareham
- Worth Matravers

## Geologia

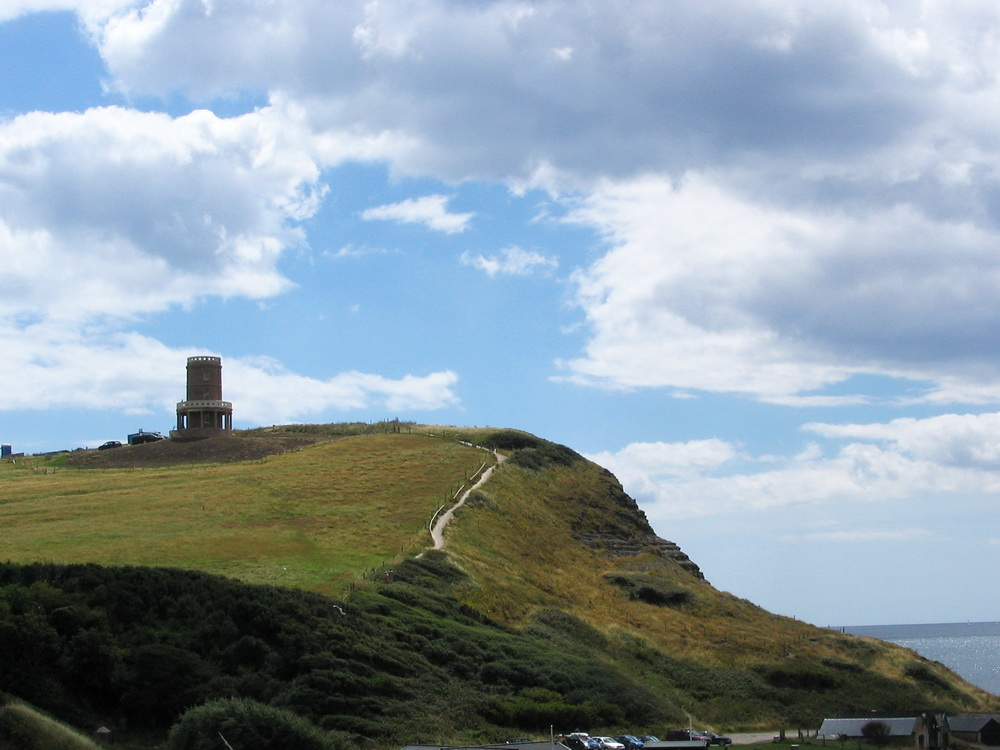
Un promontorio nell'isola di Purbeck

La geologia dell'isola è complessa. Ha una costa irregolare lungo l'est e più regolare presso sud. La parte settentrionale è composta da argilla eocenica (si parla di Barton beds). La terra non sommersa dal mare è formata da strati paralleli di rocce giurassiche, tra cui il calcare di Portland e le bancate di Purbeck. Quest'ultime includono il marmo Purbeck, un calcare particolarmente resistente che può essere lucidato (anche se mineralogicamente, non è un marmo).

## Luoghi d'interesse
- Lulworth Cove

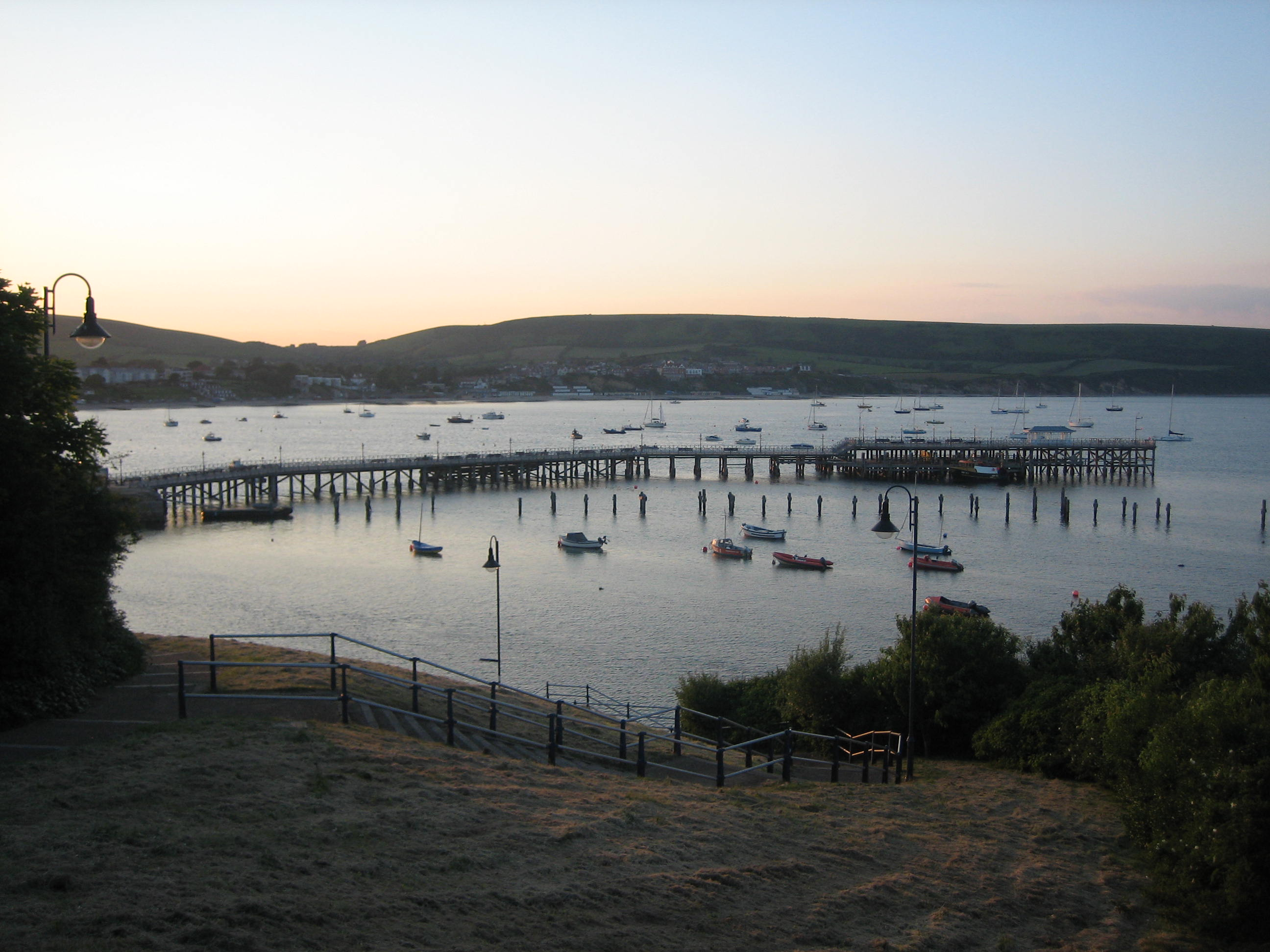
Isola di Purbeck: il molo di Swanage

- Corfe Castle, castello (XI secolo[2][5]) del villaggio omonimo
- St Alban's Head
- Worbarrow Bay